# San José (Lambayeque)
San José es una localidad peruana, capital del distrito homónimo ubicado en la provincia de Lambayeque en el departamento de Lambayeque. Se encuentra a 10 m s. n. m. Tenía una población de 5960 hab. en 1993. Fue fundada por sechuranos como caleta de pescadores el 19 de marzo de 1694:
"Un día jueves del año seiscientos noventa y cuatro, estando en la Caleta de Chode del cerro Sechura las dos balsas hermanas para salir en busca de pesca a la isla Lobos de Tierra y conversando con los marineros, acordamos que si en caso no encontráramos pesca, seguir al sur hasta encontrar, los que nos decidimos seguir la navegación, saliendo a la mar al día siguiente; después de ocho días de navegación estábamos del cabezazo de la isla de Lobos de Tierra, nos propusimos seguir nuestra navegación, siempre de acuerdo, después de muchos días de navegar no encontrábamos una playa para varar por ser la tasca muy brava, y seguimos más al sur, a donde encontramos una playa mansa para poder varar. El diecinueve de marzo decididos y arriesgando la vida varamos nuestras balsas que ya estaban muy pesadas de tanto remojar en el agua durante veinteiseis dias; que gusto tuvimos al varar y encontrar una buena playa grande llena de mariscos de toda clase, así también pescado de muchas clases".
Las balsas tenían 15 varas de largo y "ocho palos" de ancho; en cada una navegaban nueve hombres. En esa pequeña caleta aquellos nautas decidieron quedarse. Un pequeño grupo regresó a Sechura a dar la buena noticia e invitar a las esposas de aquellos marineros a ir donde sus compañeros y así lo hicieron; algunas llegaron por mar, otras lo hicieron por tierra:
"... a la llegada de los familiares armamos una fiesta familiar para tomarnos un barril de mayorca sechurana que nos trajeron y una gallina con cancha y camotes sorocos y en medio de la conversación se nos vino la idea de bautizar a este lugar con el nombre de Caletita de San José, por la fecha del día que varamos por primera vez en esta tierra que no conocíamos".
El mismo documento que nos resulta un poco desconcertante señala también que al nuevo asentamiento llegaron, junto con las esposas, otras familias. También afirma que fue el obispo de Trujillo quien dio permiso para que se perennizaran en ese lugar. De igual manera menciona la fundación de las cofradías de la Virgen de las Mercedes, del Carmen y la del Santísimo "por las parcialidades sechuranas". Sechura era un pueblo o reducción integrada por tres parcialidades: La Manuela, los pobladores de la misma Sechura y los pobladores de la Punta. El documento está firmado el 5 de mayo de 1712 por Rafael Eche Fiestas "por todas las parcialidades".

## Clima
| Parámetros climáticos promedio de San José | Parámetros climáticos promedio de San José | Parámetros climáticos promedio de San José | Parámetros climáticos promedio de San José | Parámetros climáticos promedio de San José | Parámetros climáticos promedio de San José | Parámetros climáticos promedio de San José | Parámetros climáticos promedio de San José | Parámetros climáticos promedio de San José | Parámetros climáticos promedio de San José | Parámetros climáticos promedio de San José | Parámetros climáticos promedio de San José | Parámetros climáticos promedio de San José | Parámetros climáticos promedio de San José |
| Mes                                        | Ene.                                       | Feb.                                       | Mar.                                       | Abr.                                       | May.                                       | Jun.                                       | Jul.                                       | Ago.                                       | Sep.                                       | Oct.                                       | Nov.                                       | Dic.                                       | Anual                                      |
| ------------------------------------------ | ------------------------------------------ | ------------------------------------------ | ------------------------------------------ | ------------------------------------------ | ------------------------------------------ | ------------------------------------------ | ------------------------------------------ | ------------------------------------------ | ------------------------------------------ | ------------------------------------------ | ------------------------------------------ | ------------------------------------------ | ------------------------------------------ |
| Temp. media (°C)                           | 24.7                                       | 25.6                                       | 25.7                                       | 24.2                                       | 22.6                                       | 20.6                                       | 19.6                                       | 19.2                                       | 19.1                                       | 19.8                                       | 20.7                                       | 23                                         | 22.1                                       |
| Temp. mín. media (°C)                      | 19.6                                       | 20.5                                       | 20.4                                       | 19.1                                       | 17.9                                       | 16.2                                       | 15.2                                       | 14.8                                       | 15.2                                       | 15.2                                       | 15.9                                       | 17.4                                       | 17.3                                       |
| Fuente: climate-data.org                   |                                            |                                            |                                            |                                            |                                            |                                            |                                            |                                            |                                            |                                            |                                            |                                            |                                            |